# Chľaba
Chľaba és un poble i municipi d'Eslovàquia que es troba a la regió de Nitra, al sud-oest del país.

## Història
La primera menció escrita de la vila es remunta al 1138. La vila fou annexionada per Hongria durant el Primer arbitratge de Viena el 2 de novembre de 1938, quan aleshores tenia 1.099 habitants. Formà part del districte de Szob. El nom del poble abans de la Segona Guerra Mundial era Helemba, en hongarès. Després del seu alliberament, la vila tornà a formar part de la reconstituïda Txecoslovàquia, i finalment el 1993 a l'actual Eslovàquia.

## Demografia
| Godina             | 1994 | 2004   | 2014   | 2024   |
| ------------------ | ---- | ------ | ------ | ------ |
| Nombre de persones | 718  | 714    | 712    | 686    |
| Diferència         |      | −0,55% | −0,28% | −3,65% |

| Godina             | 2023 | 2024   |
| ------------------ | ---- | ------ |
| Nombre de persones | 690  | 686    |
| Diferència         |      | −0,57% |